# 3791 Marci
A 3791 Marci (ideiglenes jelöléssel 1981 WV1) a Naprendszer kisbolygóövében található aszteroida. Antonín Mrkos fedezte fel 1981. november 17-én.